# Richard Francis Burton
Sir Richard Francis Burton (n. 19 martie 1821, Torquay, Anglia, Regatul Unit al Marii Britanii și Irlandei – d. 20 octombrie 1890, Trieste, Austro-Ungaria) a fost un diplomat explorator, lingvist, orientalist, scriitor, traducător și soldat englez.

## Biografie
În 1853, Burton a călătorit la Cairo, Suez și orașele sfinte Medina și Mecca. Burton a făcut în 1854 o călătorie în Harer, orașul interzis din estul Africii. El vorbea excelent limba arabă și astfel s-a putut deghiza în arab pelerin (europenilor nu le era permis să pătrundă în orașele sfinte arabe; ei erau executați dacă încercau).
A participat la războiul din Crimeea, iar după aceea s-a întors în Africa (1857-1858) pentru a-și relua explorările sale despre lumea orientală.
Burton a fost numit consul în Trieste. În acest oraș el a scris cea mai mare parte a operei sale. Burton este cunoscut pentru traducerea celor 16 volume “The Tales of the Arabian Nights" (Poveștile din cele O mie și una de nopți) și alte cărți din Orient. El a scris de asemenea 43 de volume despre călătoriile sale. Burton a primit titlul de Sir de la Regina Victoria, regina Marii Britanii în februarie 1886. El a murit în 20 octombrie 1890, în Trieste.